# Уоллес, Томми Ли
То́мми Ли́ Уо́ллес (англ. Tommy Lee Wallace; род. 6 сентября 1949, Сомерсет, Кентукки, США) — американский режиссёр, сценарист, актёр и писатель, специализирующийся на фильмах и телесериалах в жанрах ужасов и мистики.
Наиболее известен по своим фильмам «Хэллоуин 3: Сезон ведьм» (1982); «Оно» (1990) и «Ночь страха 2» (1988).

## Биография
Уоллес родился 6 сентября 1949 года в городе Сомерсет в штате Кентукки, США в семье Роберта и Кэтлин Уоллес. Он является младшим ребёнком в семье и имеет мтраушю сестру Линду.
Свою молодость Уоллес провёл в Боулинг-Грин в штате Кентукки, а также, за всё время своего обучения, он получил степень бакалавра в области дизайна в университете Огайо и прошёл пять семестров по кинопроизводству в университете Южной Калифорнии.

## Карьера
Уоллес начал свою работу в киноиндустрии во время учёбы в университете в Южной Калифорнии и изначально выступал арт-директором и монтажёром рекламных роликов. Во время учёбы Уоллес познакомился и подружился с другим будущим известным кинорежиссёром — Джоном Карпентером, а первой полноценной киноработой Уоллеса является его работа над дебютным полнометражным фильмом Карпентера — «Тёмная звезда» 1974 года, в котором Уоллес выступил главным заместителем арт-директора.
В последующие годы Уоллес продолжил своё сотрудничество с Карпентером, выступив редактором звуковых эффектов и арт-директором триллера «Нападение на 13-й участок» (1976) и актёром, арт-директором и монтажёром слэшера «Хэллоуин» (1978) и фильма ужасов «Туман» (1980).
Изначально Уоллес должен был стать режиссёром фильма «Хэллоуин 2» (1981), однако он отказался от участия в фильме, сославшись на неудачный сценарий, и в итоге роль режиссёра досталась Рику Розенталю. В итоге, Уоллес выступил режиссёром третьего фильма франшизы — «Хэллоуин 3: Сезон ведьм» (1982), который стал известен тем, что является единственным фильмов франшизы, в котором не появляется и не упоминается маньяк Майкл Майерс.
После этого Уоллес продолжил снимать и писать сценарии к фильмам для кино и телевидения. Так, в 1982 году он выступил сценаристом фильма «Амитивилль 2: Одержимость», а в 1988 году он снял фильм «Ночь страха 2».
В 1990 году Уоллес снял один из самых известных фильмов в своей карьере — телевизионный минисериал в жанре ужасов «Оно» с Тимом Карри в главной роли, являющийся экранизацией одноимённого романа 1986 года писателя Стивена Кинга. 
Кроме кинематографа Уоллес также закрепился в области телевидения, сняв несколько эпизодов к телесериалам «Сумеречная зона» (1985) и «Спасатели Малибу» (1989) и несколько телефильмов, таких, как «Летние товарищи» (1992).

## Личная жизнь
Уоллес был женат на актрисе Нэнси Кайс и имеет от неё двух дочерей. На данный момент супруги развелись и воспитанием девочек занимается Кайс, в то время как Уоллес проживает в Калифорнии и продолжает писать книги.

## Фильмография
| Год       | Название                               | Должность | Должность | Должность | Должность | Примечания                                |
| Год       | Название                               | Режиссёр  | Сценарист | Актёр     | Другое    | Примечания                                |
| --------- | -------------------------------------- | --------- | --------- | --------- | --------- | ----------------------------------------- |
| 1974      | Тёмная звезда                          | Нет       | Нет       | Нет       | Да        | заместитель арт-директора                 |
| 1976      | Нападение на 13-й участок              | Нет       | Нет       | Нет       | Да        | арт-директор и редактор звуковых эффектов |
| 1978      | Хэллоуин                               | Нет       | Нет       | Да        | Да        | монтажёр и арт-директор                   |
| 1980      | Туман                                  | Нет       | Нет       | Да        | Да        | монтажёр и арт-директор                   |
| 1982      | Амитивилль 2: Одержимость              | Нет       | Да        | Нет       | Нет       | N/A                                       |
| 1982      | Хэллоуин 3: Сезон ведьм                | Да        | Да        | Да        | Нет       | N/A                                       |
| 1985—1986 | Сумеречная зона                        | Да        | Да        | Нет       | Нет       | телесериал; 3 эпизода                     |
| 1986      | Большой переполох в маленьком Китае    | Нет       | Нет       | Нет       | Да        | режиссёр 2-го подразделения               |
| 1986      | Мальчик, который умел летать           | Нет       | Нет       | Да        | Нет       | N/A                                       |
| 1987      | Макс Хедрум                            | Да        | Нет       | Нет       | Нет       | телесериал; 2 эпизода                     |
| 1988      | Здравствуй, лето                       | Да        | Нет       | Нет       | Нет       | N/A                                       |
| 1988      | Ночь страха 2                          | Да        | Да        | Нет       | Нет       | N/A                                       |
| 1989      | Служебная командировка                 | Да        | Нет       | Нет       | Нет       | телесериал; 1 эпизод                      |
| 1989      | Вдали от дома                          | Нет       | Да        | Нет       | Нет       | N/A                                       |
| 1989      | Летняя сцена CBS                       | Да        | Нет       | Нет       | Нет       | телесериал; 1 эпизод                      |
| 1989      | Мирное королевство                     | Да        | Нет       | Нет       | Нет       | телесериал; 1 эпизод                      |
| 1989      | Спасатели Малибу                       | Да        | Нет       | Нет       | Нет       | телесериал; 1 эпизод                      |
| 1990      | Дьявол                                 | Нет       | Да        | Нет       | Нет       | телефильм                                 |
| 1990      | Оно                                    | Да        | Да        | Нет       | Нет       | минисериал                                |
| 1991      | И море раскроет тайну                  | Да        | Нет       | Нет       | Нет       | телефильм                                 |
| 1992      | Летние товарищи                        | Да        | Нет       | Нет       | Нет       | телефильм                                 |
| 1992      | Присутствие                            | Да        | Нет       | Нет       | Нет       | телефильм                                 |
| 1994      | Свидетели казни                        | Да        | Нет       | Нет       | Нет       | телефильм                                 |
| 1994      | Ритм зелёного дельфина                 | Да        | Нет       | Нет       | Нет       | телефильм                                 |
| 1995—1996 | Флиппер                                | Да        | Нет       | Нет       | Нет       | телесериал; 3 эпизода                     |
| 1996      | Рождённая свободной: Новые приключения | Да        | Нет       | Нет       | Нет       | телефильм                                 |
| 1996      | Роковая встреча                        | Да        | Да        | Нет       | Нет       | телефильм                                 |
| 1997      | Стальные колесницы                     | Да        | Нет       | Нет       | Нет       | телефильм                                 |
| 1998      | Шалости                                | Да        | Нет       | Нет       | Нет       | телефильм                                 |
| 1998      | Неизбежное отмщение                    | Да        | Нет       | Нет       | Нет       | телефильм                                 |
| 2002      | Вампиры 2: День мёртвых                | Да        | Да        | Да        | Нет       | direct-to-video                           |
| 2004      | 12 дней страха                         | Нет       | Да        | Нет       | Нет       | телефильм                                 |
| 2011      | Поля                                   | Нет       | Нет       | Да        | Да        | ассоциированный продюсер                  |

## Награды
| Премия                           | Год  | Категория                           | Номинация       | Результат |
| -------------------------------- | ---- | ----------------------------------- | --------------- | --------- |
| Сатурн                           | 1981 | Лучшие спецэффекты                  | «Туман»         | Номинация |
| International Fantasy Film Award | 1989 | Лучший фильм                        | «Ночь страха 2» | Номинация |
| CableACE Award                   | 1991 | Сценарий для фильма или минисериала | «Дьявол»        | Победа    |